# کاساهارا کیوشیگه
کاساهارا کیوشیگه (به ژاپنی: 笠原清繁 Kasahara Kiyoshige)؛ – ۲۳ سپتامبر ۱۵۴۷) یک فرماده نظامی در ولایت شینانو در دوره سنگوکو بود.
او فرماندهی قلعه شیگا را برعهده داشت تا اینکه تاکدا شینگن، رهبر خاندان تاکدا، در سپتامبر ۱۵۴۷، در جریان لشکرکشی خود برای کنترل ولایت شینانو محاصره قلعه شیکا را انجام داد. پس از اینکه آتش‌سوزی در داخل قلعه شروع شد کیوشیگه در آن جان باخت.
گفته می‌شود که خاندان کاساهارا عضوی از خاندان سووا بوده و در قلعه شیگا در ناحیه ساکو، ولایت شینانو (شهر ساکو، استان ناگانو) مستقر بوده است. کیوشیگه با حمایت اوئه‌سوگی نوریماسا، کانتو کانری و خاندان تاکادا در ولایت کوزوکه که با آنها نسبت خویشاوندی داشت، با خاندان تاکدا مخالفت کرد. در تنبون ۱۶ (۱۵۴۷) بود که خاندان تاکدا به قلعه شیگا حمله کرد.
خاندان کانای و دیگران از ولایت کوزوکه به عنوان نیروی کمکی برای کیوشیگه آمدند، اما شینگن آنها را دفع کرد. در پایان، قلعه شیگا سقوط کرد، کیوشیگه نیز شکست خورد و خاندان کاساهارا نابود شد. پس از جنگ، ارتش تاکدا یورشی را در مناطق اطراف انجام داد و کسانی که زنده دستگیر شدند به ولایت کای منتقل شدند.